# Agylla nivea
Agylla nivea är en fjärilsart som beskrevs av Walker 1856. Agylla nivea ingår i släktet Agylla och familjen björnspinnare. Inga underarter finns listade i Catalogue of Life.